# Ga-Rei
Ga-Rei, la bête enchaînée (喰霊, Ga-Rei) est un manga écrit et dessiné par Hajime Segawa. Il a été prépublié entre octobre 2005 et janvier 2010 dans le magazine Monthly Shōnen Ace de l'éditeur Kadokawa Shoten, et a été compilé en un total de douze volumes. La version française est publiée en intégralité par Pika Édition.
Une série télévisée d'animation servant de préquelle intitulée Ga-Rei: Zero a été diffusée entre octobre et décembre 2008.

## Synopsis
Kensuke Nimura est un lycéen capable de voir les esprits depuis son enfance. Cette faculté est généralement plus gênante qu'autre chose, en particulier pour trouver une petite amie. Tout va changer quand il rencontre Kagura Tsuchimiya alors qu'il est poursuivi par des esprits maléfiques. Ils s'embrassent accidentellement, et parviennent à détruire une source d'énergie qui attire les mauvais esprits. Quelques jours plus tard, Kagura est transférée dans la classe de Kensuke, à sa grande surprise. Kagura fait partie d'une agence gouvernementale qui défend le peuple contre les yōkai, des ennemis surnaturels. L'habileté de Kensuke et son attirance pour Kagura l'obligent à la suivre à l'agence, où il est recruté pour se battre contre les esprits.

## Personnages
Kensuke Nimura (弐村 剣輔, Nimura Kensuke)
Kagura Tsuchimiya (土宮 神楽, Tsuchimiya Kagura)
Yomi Isayama (諫山 黄泉, Isayama Yomi)
Tsuina Takiguchi (滝口 ツイナ, Takiguchi Tsuina)

## Manga
Écrite par Hajime Segawa, la série Ga-Rei a débuté le 26 octobre 2005 dans le magazine Monthly Shōnen Ace. Le dernier chapitre est publié le 26 janvier 2010, et les chapitres ont été compilés en un total de douze volumes par Kadokawa Shoten. Une première histoire parallèle intitulée Ga-rei: Tsuina no Shō (喰霊 ～追儺の章～) est sortie le 24 septembre 2008, et la seconde intitulée Ga-Rei 0+ (喰霊0+) est sortie le 22 juillet 2010.
La version française est publiée en intégralité par Pika Édition.

### Liste des volumes
| no | Japonais          | Japonais          | Français          | Français          |
| no | Date de sortie    | ISBN              | Date de sortie    | ISBN              |
| -- | ----------------- | ----------------- | ----------------- | ----------------- |
| 1  | 23 mai 2006       | 978-4-04-713824-7 | 19 août 2009      | 978-2-8116-0092-1 |
| 2  | 21 juillet 2006   | 978-4-04-713836-0 | 7 octobre 2009    | 978-2-8116-0123-2 |
| 3  | 21 novembre 2006  | 978-4-04-713874-2 | 2 décembre 2009   | 978-2-8116-0153-9 |
| 4  | 24 avril 2007     | 978-4-04-713915-2 | 3 février 2010    | 978-2-8116-0215-4 |
| 5  | 24 octobre 2007   | 978-4-04-713979-4 | 7 avril 2010      | 978-2-8116-0254-3 |
| 6  | 24 avril 2008     | 978-4-04-715046-1 | 16 juin 2010      | 978-2-8116-0291-8 |
| 7  | 24 septembre 2008 | 978-4-04-715105-5 | 18 août 2010      | 978-2-8116-0322-9 |
| 8  | 22 octobre 2008   | 978-4-04-715116-1 | 6 octobre 2010    | 978-2-8116-0358-8 |
| 9  | 23 avril 2009     | 978-4-04-715233-5 | 1er décembre 2010 | 978-2-8116-0393-9 |
| 10 | 22 août 2009      | 978-4-04-715284-7 | 16 février 2011   | 978-2-8116-0420-2 |
| 11 | 19 décembre 2009  | 978-4-04-715349-3 | 24 août 2011      | 978-2-8116-0519-3 |
| 12 | 22 juillet 2010   | 978-4-04-715449-0 | 15 février 2012   | 978-2-8116-0622-0 |

## Anime
La production d'une préquelle intitulée Ga-Rei: Zero a été annoncée à l'occasion de la sortie du sixième volume du manga en avril 2008. L’anime raconte l'histoire de Kagura Tsuchimiya. Il est produit par les studios AIC Spirits et Asread avec une réalisation de Ei Aoki,. Les douze épisodes ont été diffusés initialement sur Chiba TV du 5 octobre au 21 décembre 2008.